# 克莱里河畔萨维尼
克莱里河畔萨维尼（法語：Savigny-sur-Clairis，法語發音：[saviɲi syʁ klɛʁi]）是法国勃艮第-弗朗什-孔泰大区约讷省的一个市镇，属于桑斯区。

## 地理
克莱里河畔萨维尼（48°4'29"N, 3°5'36"E）面积16.44 平方千米，位于法国勃艮第-弗朗什-孔泰大區约讷省，该省份为法国中北部内陆省份，西接卢瓦雷省，西北接塞纳-马恩省，南至涅夫勒省，东临科多尔省，东北与奥布省接壤。
与克莱里河畔萨维尼接壤的市镇（或旧市镇、城区）包括：多马、库特奈、圣伊莱尔-莱桑德雷西、皮丰、韦尔努瓦。

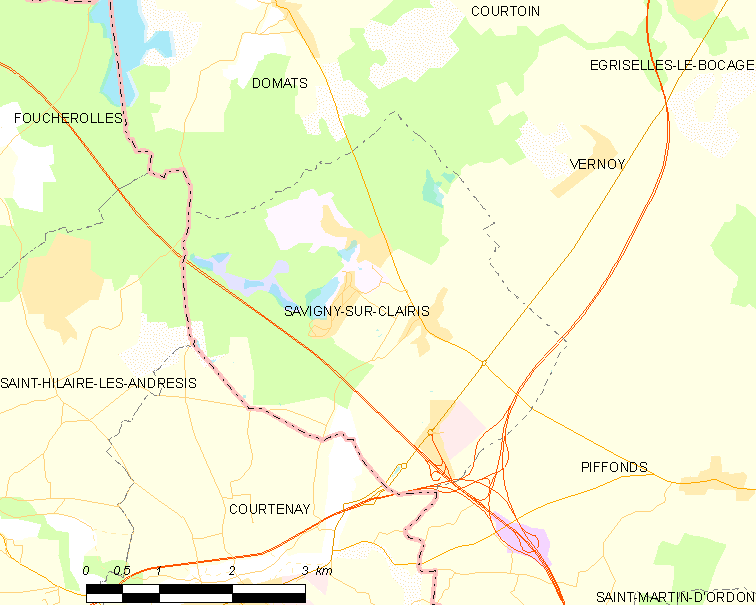
克莱里河畔萨维尼的OSM定位图

克莱里河畔萨维尼的时区为UTC+01:00、UTC+02:00（夏令时）。

## 行政
克莱里河畔萨维尼的邮政编码为89150，INSEE市镇编码为89380。

## 政治
克莱里河畔萨维尼所属的省级选区为勃艮第地区加蒂奈县。

## 人口

1962-2008年间克莱里河畔萨维尼人口变化图示

克莱里河畔萨维尼于2022年1月1日时的人口数量为451人。